# Elvas
Elvas is een plaats en gemeente in het Portugese district Portalegre. De gemeente heeft een totale oppervlakte van 631 km² en telde 23.361 inwoners in 2001.

## Geschiedenis
De stad werd ten tijde van het Romeinse Rijk Helvas genoemd. 
In 1166 werd Elvas veroverd door Alfons I van Portugal op de moslims van Al-Andalus die de stad vanaf ca. 714 in bezit hadden. In 1229 veroverde Sancho II van Portugal Elvas.
In de 17e en 18e eeuw werd de garnizoensgrensstad van Elvas zwaar versterkt en is het grootste verdedigingswerk met droge grachten ter wereld. Elvas lag aan een belangrijke invalsroute voor het Spaanse leger en het was de kortste weg naar de hoofdstad Lissabon. Binnen de stadsmuren staan barakken en andere militaire gebouwen, maar ook kerken en kloosters. Toen Portugal in 1640 zijn onafhankelijkheid van Spanje had herwonnen na de Portugese Restauratieoorlog werd de bouw van de versterkingen serieus aangepakt. De Nederlandse Jezuïtische priester Jan Ciermans (Portugees: João de Cosmander) heeft een belangrijke rol gespeeld bij het ontwerp en het is daarmee een goed voorbeeld van de Nederlandse school van vestingwerken. Door het Amoreira-aquaduct, waardoor de aanvoer van water werd verzekerd, kon het bolwerk langdurige belegeringen weerstaan.

## Klimaat
Elvas staat bekend als een van de warmste steden in het land. Er heerst een Middellands Zeeklimaat met hete droge zomers en een regenachtige herfst en winter. De zon schijnt rond de 2800 uur per jaar. De gemiddelde neerslag is zo’n 535 mm per jaar. In de zomer komt de maximum temperatuur vaak boven de 40° C en de winters zijn koud waarbij nachtvorst regelmatig voorkomt.

## Bevolking
| Jaar | Inwoners |
| 1864 | 17.685   |
| 1878 | 19.810   |
| 1890 | 20.129   |
| 1900 | 21.548   |
| 1911 | 22.325   |

| Jaar | Inwoners |
| 1920 | 22.832   |
| 1930 | 24.711   |
| 1940 | 29.080   |
| 1950 | 29.696   |
| 1960 | 28.562   |

| Jaar | Inwoners |
| 1970 | 22.230   |
| 1981 | 24.981   |
| 1991 | 24.474   |
| 2001 | 23.361   |
| 2011 | 23.078   |

## Bezienswaardigheden
- Kasteel van Elvas (13de eeuw)
- Amoreira-aquaduct (6 km lang)

Sinds 2012 staat de stad Elvas met haar verdedigingswerken op de UNESCO werelderfgoedlijst.

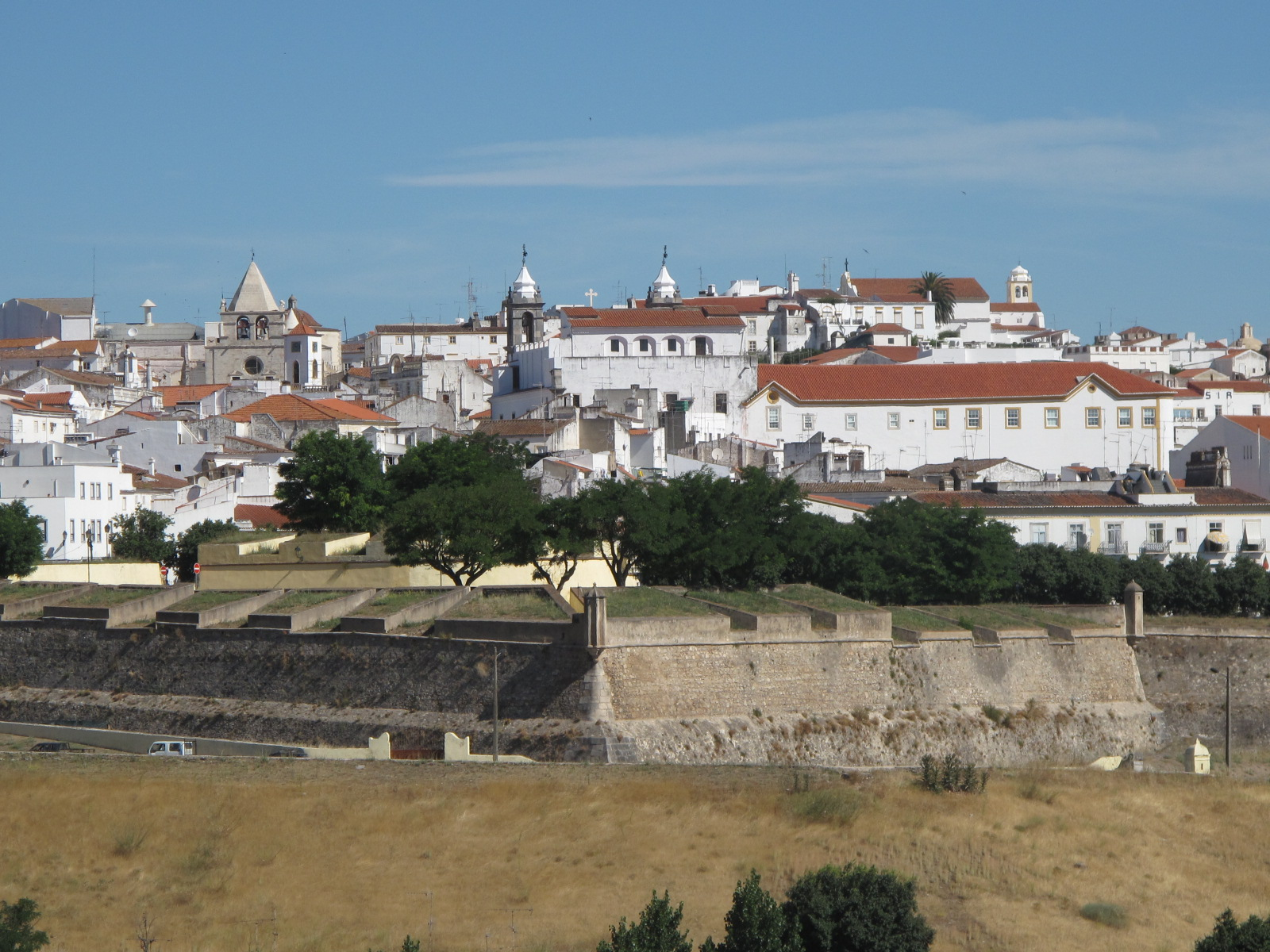
Elvas achter de stadsmuur
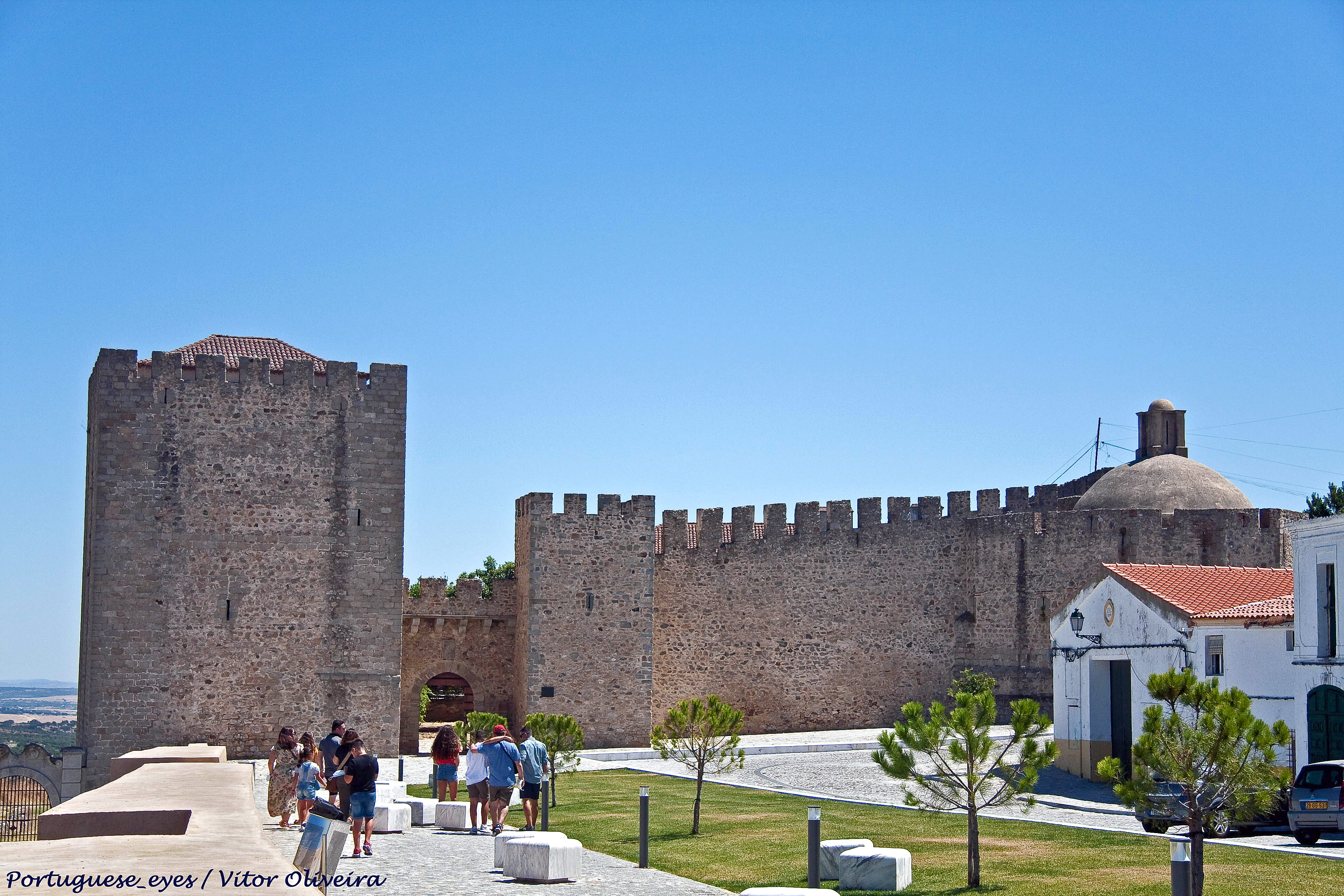
Kasteel van Elvas
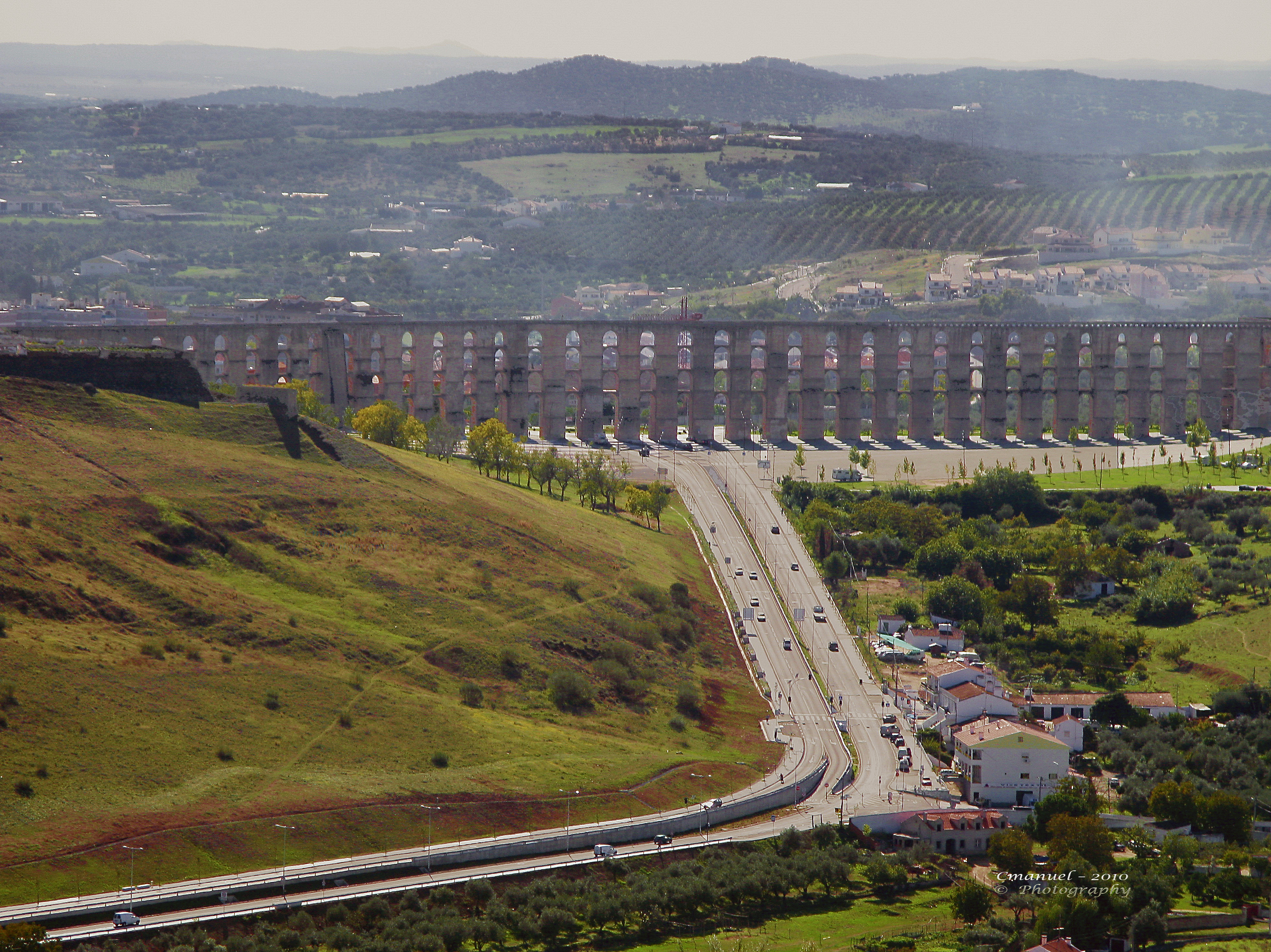
Het Amoreira-aquaduct
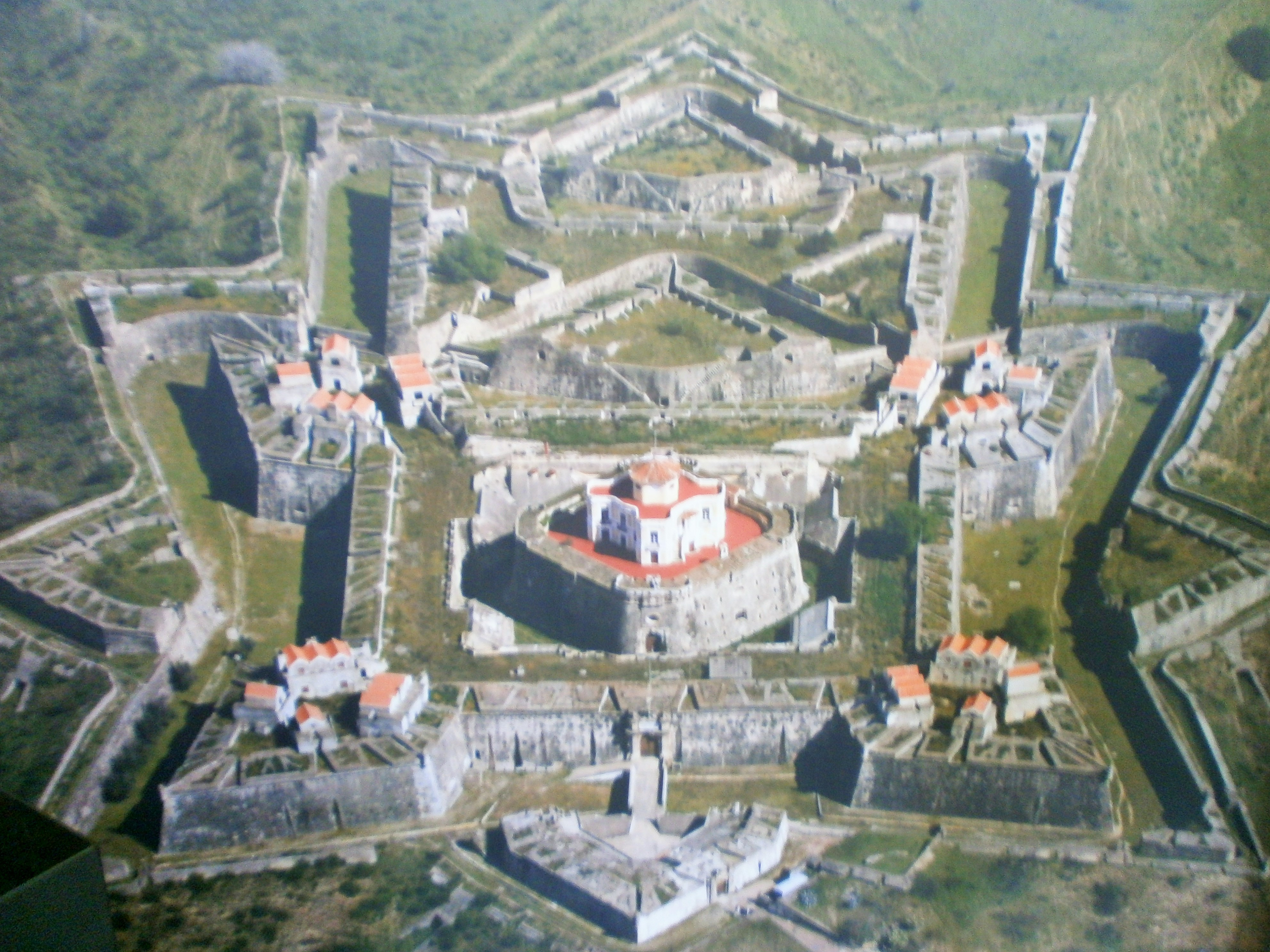
Fort ter verdediging van Elvas

## Plaatsen in de gemeente
De volgende freguesias behoren tot de gemeente Elvas:
- Ajuda, Salvador e Santo Ildefonso
- Alcáçova
- Assunção
- Barbacena
- Caia e São Pedro
- Santa Eulália
- São Brás e São Lourenço
- São Vicente e Ventosa
- Terrugem
- Vila Boim
- Vila Fernando

Wijnstreek Alto Douro · Stadscentrum van Angra do Heroismo op de Azoren · Klooster van Batalha · Convent van Christus in Tomar · Cultuurlandschap van Sintra · Historisch centrum van Évora · Historisch centrum van Guimarães · Landschap van de wijncultuur op het eiland Pico · Laurisilva van Madeira · Klooster van Alcobaça · Hiëronymietenklooster en toren van Belém in Lissabon · Historisch centrum van Porto · Prehistorische rotskunst in de Côavallei · de stad Elvas en haar verdedigingswerken · Universiteit van Coimbra - Alta en Sofia · Koninklijk gebouw van Mafra: paleis, basiliek, klooster, Cerco-tuin en jachtpark (Tapada) · Bom Jesus do Monte-heiligdom in Braga